# Стражмештер, Марица
Марица Стражмештер (серб. Марица Стражмештер / Marica Stražmešter; 28 августа 1981, Кикинда) — сербская пловчиха, выступала за национальные сборные по плаванию Югославии, Сербии и Черногории, Сербии в конце 1990-х — начале 2010-х годов. Участница двух летних Олимпийских игр, участница чемпионатов Европы и мира, победительница и призёрка многих первенств национального значения в плавании на спине.

## Биография
Марица Стражмештер родилась 28 августа 1981 года в городе Кикинда Северно-Банатского округа Югославии. Активно заниматься плаванием начала с раннего детства, первое время проходила подготовку в местном одноимённом спортивном клубе «Кикинда», позже присоединилась к плавательному клубу «Воеводина» из города Нови-Сад. Специализировалась на плавании на спине.
Дебютировала на международных соревнованиях ещё в 1997 году, попав в югославскую юниорскую национальную сборную и выступив на открытом первенстве Словении. Вскоре вошла в основной состав сборной Сербии и Черногории, благодаря череде удачных выступлений удостоилась права защищать честь страны на летних Олимпийских играх 2000 года в Сиднее — стартовала здесь сразу в двух дисциплинах. В обоих случаях не сумела пробиться в полуфинальные стадии, в плавании на 100 метров на спине заняла 41 место, тогда как на дистанции 200 метров расположилась в итоговом протоколе на 31 позиции.
После сиднейской Олимпиады Стражмештер осталась в основном составе сербской национальной сборной и продолжила принимать участие в крупнейших международных соревнованиях. Так, в 2008 году она присоединилась к испанской команде Alcorcon и выступила на нескольких значимых турнирах в Испании, а также на чемпионате Европы на короткой воде в Хорватии. Находясь в числе лидеров плавательной команды Сербии, благополучно прошла квалификацию на Олимпийские игры в Пекине — на сей раз участвовала только в плавании 100 метров на спине, показала на предварительном этапе время 1.03,56 и заняла в общем итоговом зачёте 40 место.
В 2009 году помимо прочего выступала на чемпионате мира по водным видам спорта в Риме в заплывах на 50 и 100 метров на спине, но была далека от попадания в число призёров. Последний раз показала сколько-нибудь значимый результат на международной арене в сезоне 2012 года, когда от клуба Santa Olaya выступала на чемпионатах в Испании и Португалии. Вскоре по окончании этих соревнований приняла решение завершить карьеру профессиональной спортсменки, уступив место в сборной молодым сербским пловчихам.
Впоследствии перешла на тренерскую работу. Работала тренером в Федерации плавания Сербии, а также в нескольких частных клубах в Испании и США. Имеет высшее образование, окончила Нови-Садский университет, где обучалась на факультете физической культуры.